# Liste der Biografien/Eri
Liste der Biografien |
Portal Biografien |
Personensuche
# |
A |
B |
C |
D |
E |
F |
G |
H |
I |
J |
K |
L |
M |
N |
O |
P |
Q |
R |
S |
T |
U |
V |
W |
X |
Y |
Z |
?
 
Ea |
Eb |
Ec |
Ed |
Ee |
Ef |
Eg |
Eh |
Ei |
Ej |
Ek |
El |
Em |
En |
Eo |
Ep |
Eq |
Er |
Es |
Et |
Eu |
Ev |
Ew |
Ex |
Ey |
Ez
 
Era |
Erb |
Erc |
Erd |
Ere |
Erf |
Erg |
Erh |
Eri |
Erj |
Erk |
Erl |
Erm |
Ern |
Ero |
Erp |
Err |
Ers |
Ert |
Eru |
Erv |
Erw |
Erx |
Ery |
Erz
Die Liste der Biografien führt alle Personen auf, die in der deutschsprachigen Wikipedia einen Artikel haben. Dieses ist eine Teilliste mit 384 Einträgen von Personen, deren Namen mit den Buchstaben „Eri“ beginnt.

## Eri
- Eri, Chiemi (1937–1982), japanische Schauspielerin und Sängerin
- Eri, Serei (1936–1993), papua-neuguineischer Politiker und Autor

### Eria
- Erian, Michael (* 1968), österreichischer Jazzmusiker (Saxophon, Komposition)

### Erib
- Eriba-Adad I., assyrischer König
- Eriba-Adad II., assyrischer König
- Erība-Marduk, babylonischer König
- Eribon, Didier (* 1953), französischer Autor und PhilosophDidier Eribon (* 1953)

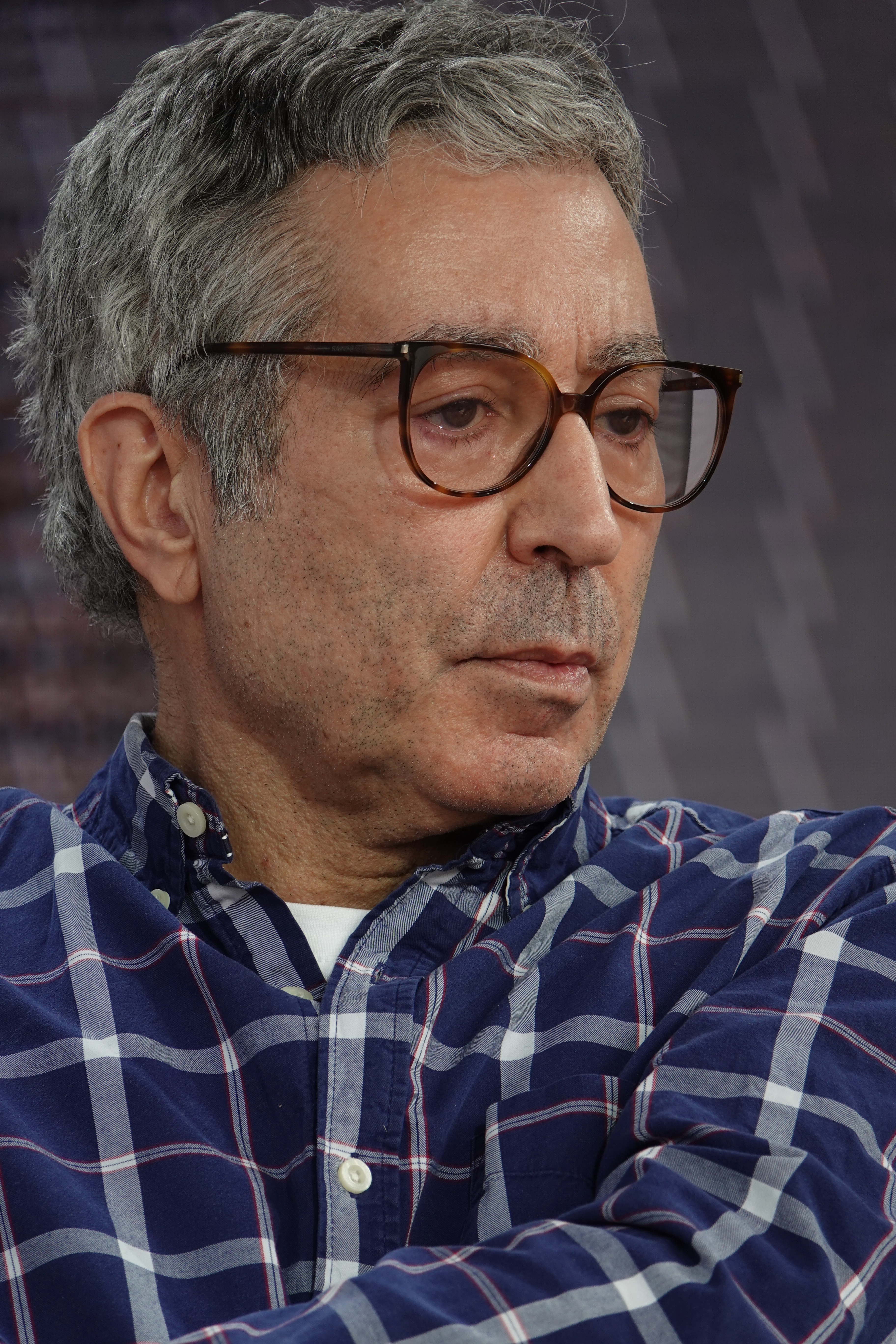
Didier Eribon (* 1953)

### Eric
- Eric (* 1990), brasilianischer Fußballspieler
- Erić, Danijel (* 1981), schweizerisch-kroatischer Basketballtrainer und -spieler
- Erić, Doroteja (* 1992), serbische Tennisspielerin
- Erić, Jelena (* 1979), serbische Handballspielerin und -funktionärin
- Erić, Jelena (* 1996), serbische Radrennfahrerin
- Erić, Nenad (* 1982), kasachischer Fußballtorhüter
- Erić, Strahinja (* 2000), bosnischer Skilangläufer
- Eric, Yassir (* 1972), sudanesischer evangelischer Theologe und Bischof der weltweiten „Communio Messianica“
- Eric-Udorie, June (* 1998), irisch-nigerianische Schriftstellerin und Aktivistin
- Ericailcane, italienischer Graffiti-, Street-Art- und Installationskünstler, Zeichner
- Erice, Víctor (* 1940), spanischer Filmregisseur
- Ericer, Antonio, Baumeister und Architekt italienischer Abstammung
- Erices, Rainer (* 1969), deutscher Publizist und Mediziner
- Erich, Bischof von Havelberg, königlicher Schreiber
- Erich († 1397), Herzog zu Mecklenburg
- Erich (1420–1492), regierender Graf von Holstein-Pinneberg
- Erich I. († 1272), Herzog von Schleswig (1260–1272)
- Erich I. († 1360), Herzog von Sachsen-Lauenburg
- Erich I. (1370–1426), Graf von Hoya (1377–1426)
- Erich I. († 1427), Herzog des Fürstentums Grubenhagen
- Erich I. (1470–1540), Herzog zu Braunschweig-Lüneburg
- Erich I. von Münster († 1458), Administrator des Bistums Osnabrück; Gegenbischof von Münster
- Erich II. († 1325), Herzog von Schleswig
- Erich II. († 1368), Herzog von Sachsen-Lauenburg
- Erich II. († 1474), Herzog von Pommern-Wolgast, Hinterpommern und Stettin
- Erich II. (1483–1508), Herzog zu Mecklenburg
- Erich II. (1528–1584), Herzog von Braunschweig-LüneburgErich II. (1528–1584)

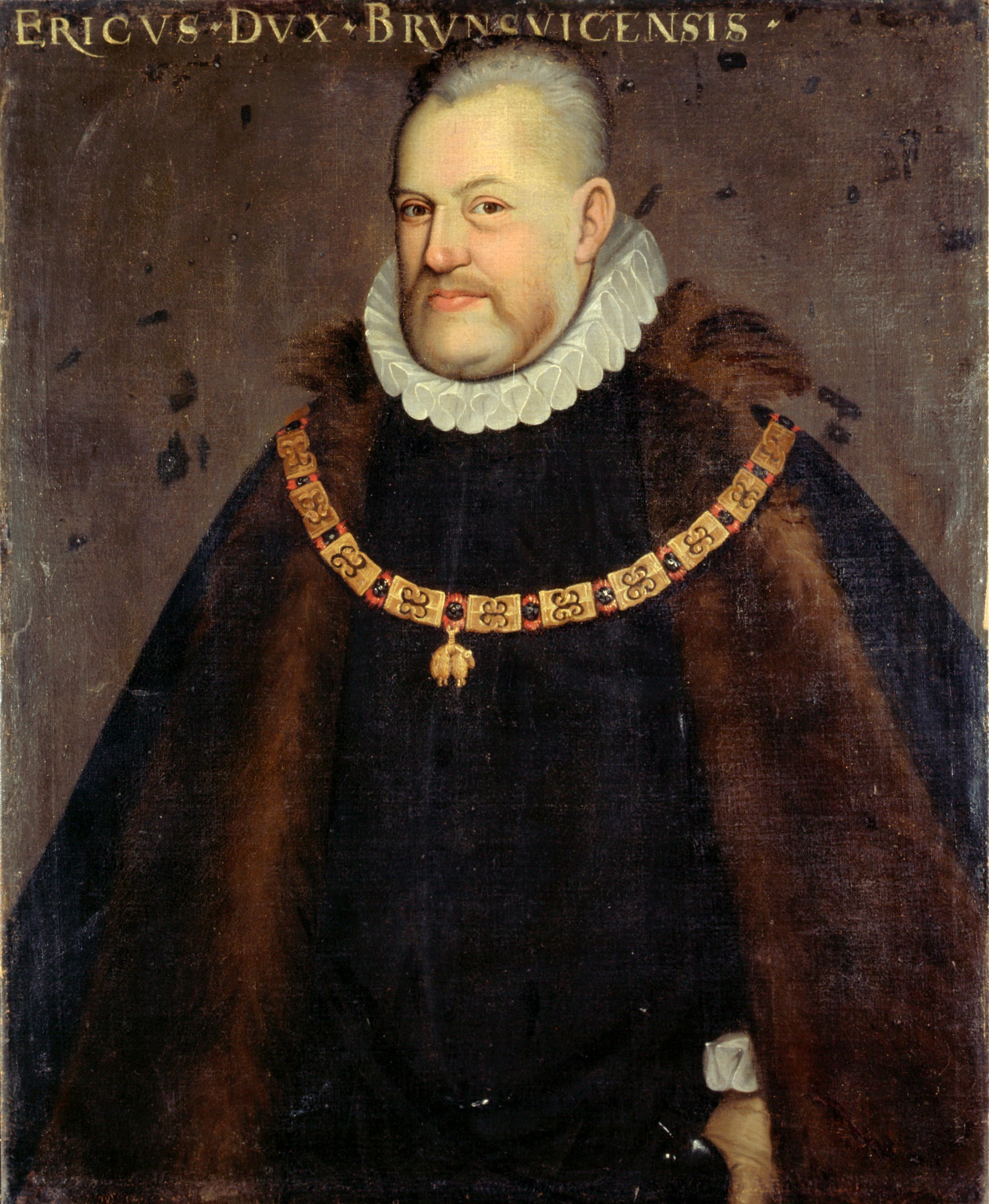
Erich II. (1528–1584)

- Erich II. von Sachsen-Lauenburg (1472–1522), Bischof von Hildesheim und von Münster
- Erich III. († 1401), Herzog von Sachsen-Lauenburg (1370–1401)
- Erich IV. (1354–1411), Herzog von Sachsen-Lauenburg
- Erich IV. († 1547), Graf von Hoya
- Erich V. († 1435), Herzog von Sachsen-Lauenburg
- Erich V. (1535–1575), Graf von Hoya (1563–1575)
- Erich von Brandenburg († 1295), Erzbischof von Magdeburg (1283–1295)
- Erich von Braunschweig-Grubenhagen (1478–1532), Bischof von Paderborn, Osnabrück und Münster
- Erich von Friaul († 799), Herzog von Friaul
- Erich, Adolar († 1634), Kartograf, evangelischer Theologe
- Erich, Albert Theodor (1805–1872), preußischer Generalleutnant
- Erich, August (1591–1670), deutscher Porträtmaler und Ratsherr
- Erich, Daniel (1649–1712), deutscher Organist und Komponist
- Erich, Joachim (1526–1598), Bürgermeister von Greifswald
- Erich, Oswald Adolf (1883–1946), deutscher Maler und Volkskundler, kommissarischer Direktor des Staatlichen Museums für Deutsche Volkskunde
- Erich, Rafael (1879–1946), finnischer Jurist, Diplomat und Politiker, Mitglied des Reichstags
- Erich, Uwe (1937–2023), deutscher Fußballspieler
- Erich, Wolfgang (1920–1970), deutscher Historiker, Jurist und Ministerialbeamter
- Erichlandwehr, Hubert (* 1965), deutscher Politiker (CDU), Bürgermeister von Schloß Holte-Stukenbrock
- Erichs, J. F. L., deutscher lutherischer Geistlicher und Schriftsteller
- Erichsen, Abraham M. (1875–1951), norwegischer Ingenieur und Erfinder
- Erichsen, Alexander Leopold von (1787–1876), deutscher Generalleutnant und letzter Kommandant der Stadt Braunschweig
- Erichsen, Axel Martinius (1883–1965), norwegischer Schachspieler
- Erichsen, Christian (* 1990), Schweizer Nordischer Kombinierer
- Erichsen, Erlend (* 1975), norwegischer Schlagzeuger und Schriftsteller
- Erichsen, Ernst (1899–1966), deutscher Historiker und Schriftsteller
- Erichsen, Fie Udby (* 1985), dänische Ruderin
- Erichsen, Freja Beha (* 1987), dänisches ModelFreja Beha Erichsen (* 1987)

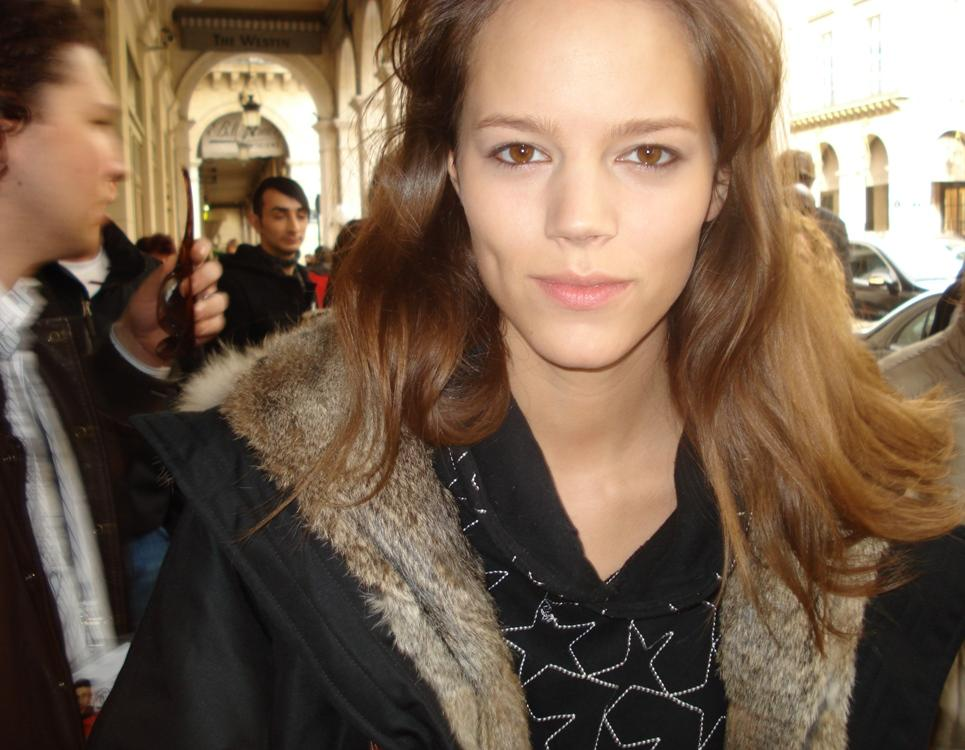
Freja Beha Erichsen (* 1987)

- Erichsen, Hans Dietrich (1924–1999), deutscher Architekt und Politiker (Grüne), MdL
- Erichsen, Hans-Uwe (* 1934), deutscher Rechtswissenschaftler
- Erichsen, Johann Gottfried († 1768), deutscher Arzt und Landwirtschaftsreformer
- Erichsen, Karl Gustav von (1743–1827), preußischer Generalleutnant, Kommandant der Festung Cosel
- Erichsen, Kenneth (* 1972), guatemaltekischer Badmintonspieler
- Erichsen, Leif (1888–1924), norwegischer Segler
- Erichsen, Margareta (1916–2006), deutsch-dänische Malerin und Illustratorin
- Erichsen, Susanne (1925–2002), deutsche Schönheitskönigin, Mannequin, Fotomodell und Unternehmerin
- Erichsen, Uwe (* 1936), deutscher Roman- und Drehbuchautor und Schriftsteller
- Erichsen, Wolja (1890–1966), dänischer Ägyptologe mit der Spezialisierung auf Koptologie und Demotistik
- Erichsen-Worch, Margret (1934–2006), deutsche Bildhauerin
- Erichson, Adolf Wilhelm (1862–1940), schwedisch-russischer Architekt
- Erichson, Hans (1926–2020), deutscher Lehrer, Volkskundler und Museumsleiter
- Erichson, Johann (1700–1779), deutscher Theologe und Schulmann
- Erichson, Johann (1777–1856), deutscher Theologe und Professor der Ästhetik
- Erichson, Peter E. (1881–1963), deutscher Verleger
- Erichson, Wilhelm Ferdinand (1809–1848), deutscher Entomologe
- Ericksen, Charles (1875–1916), norwegischer Ringer
- Ericksen, Jerald L (1924–2021), US-amerikanischer Ingenieurwissenschaftler für Mechanik
- Ericksen, Robert P. (* 1945), US-amerikanischer Historiker
- Erickson, Andrew (* 1976), US-amerikanischer Biathlet
- Erickson, Arthur (1924–2009), kanadischer Architekt
- Erickson, Bonnie, US-amerikanische Puppenbauerin und Kostümbildnerin
- Erickson, Byron (* 1951), US-amerikanischer Redakteur und Autor in der Comic-Branche
- Erickson, Charles Telford (1867–1966), amerikanischer Theologe, Schulleiter in Albanien
- Erickson, Dave, amerikanischer Fernsehautor und Produzent
- Erickson, Dennis (* 1947), US-amerikanischer American-Football-Trainer
- Erickson, Deya (* 1997), britische Hürdenläuferin (Britische Jungferninseln)
- Erickson, Edgar C. (1896–1989), US-amerikanischer Offizier, Generalmajor der US Army
- Erickson, Egon (1888–1973), US-amerikanischer Hochspringer schwedischer Herkunft
- Erickson, Eric Paul (* 1972), US-amerikanischer Schauspieler, Drehbuchautor, Filmproduzent und Filmregisseur
- Erickson, Eric Sigfrid (1890–1983), schwedischer Ölhändler und Spion für das OSS

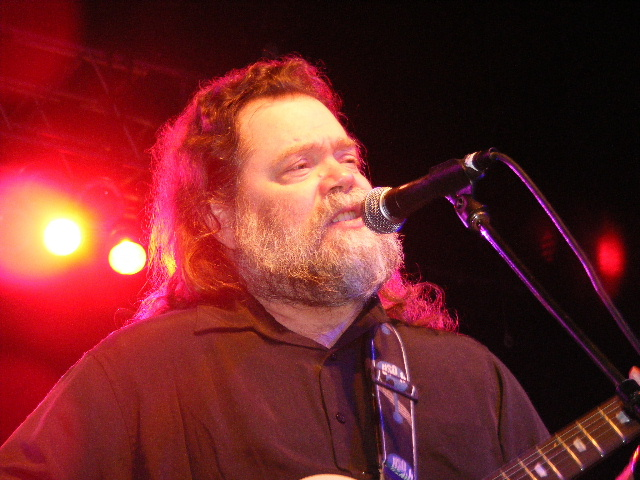
Roky Erickson (1947–2019)

- Erickson, Hal (* 1950), US-amerikanischer Autor, Kritiker, Journalist und Medienhistoriker
- Erickson, Jeffrey (1958–1992), US-amerikanischer Serienbankräuber und Mörder
- Erickson, Jim, amerikanisch-kanadischer Szenenbildner
- Erickson, John Edward (1863–1946), US-amerikanischer Politiker
- Erickson, Kari (* 1971), US-amerikanische Curlerin
- Erickson, Leif (1911–1986), US-amerikanischer Schauspieler
- Erickson, Madeleine (1898–1971), französische Schauspielerin
- Erickson, Melissa (* 1990), US-amerikanische Bahnradsportlerin
- Erickson, Milton H. (1901–1980), US-amerikanischer Psychiater und PsychotherapeutMilton H. Erickson (1901–1980)

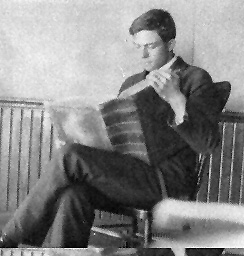
Milton H. Erickson (1901–1980)

- Erickson, Ralph E. (* 1928), US-amerikanischer Jurist
- Erickson, Ray (1918–2002), amerikanischer Rennfahrer
- Erickson, Rica (1908–2009), australische Naturforscherin, botanische Zeichnerin, Historikerin, Autorin und Lehrerin
- Erickson, Robert (1917–1997), US-amerikanischer Komponist
- Erickson, Roky (1947–2019), US-amerikanischer Sänger, Songwriter und GitarristRoky Erickson (1947–2019)
- Erickson, Steve (* 1950), US-amerikanischer Schriftsteller, Essayist und Kritiker
- Erickson, Steven (* 1961), US-amerikanischer Segler
- Erickson, Tim (* 1950), australischer Geher
- Ericksson, Jacob (* 1967), schwedischer Schauspieler
- Ericksson, Runo (* 1934), schwedischer Jazzmusiker
- Erickszoon, Barent, niederländischer Seefahrer
- Erico, Arsenio (1915–1977), paraguayischer Fußballspieler
- Ericsdotter, Åsa (* 1981), schwedische Dichterin und Schriftstellerin
- Ericson, Bo (1919–1970), schwedischer Hammerwerfer
- Ericson, Bo (* 1958), schwedischer Eishockeyspieler
- Ericson, Eric (1918–2013), schwedischer Chorleiter und Dirigent
- Ericson, Estrid (1894–1981), schwedische Designerin
- Ericson, Georg (1919–2002), schwedischer Fußballspieler und -trainer
- Ericson, Håkan (* 1960), schwedischer Fußballtrainer
- Ericson, Jan (* 1961), schwedischer Politiker (Moderate Sammlungspartei), Mitglied des Riksdag
- Ericson, John (1926–2020), US-amerikanischer Schauspieler
- Ericson, Magda (* 1929), tunesisch-französische Physikerin und Professorin
- Ericson, Mats (* 1964), schwedischer Skirennläufer
- Ericson, Nils (1802–1870), schwedischer IngenieurNils Ericson (1802–1870)

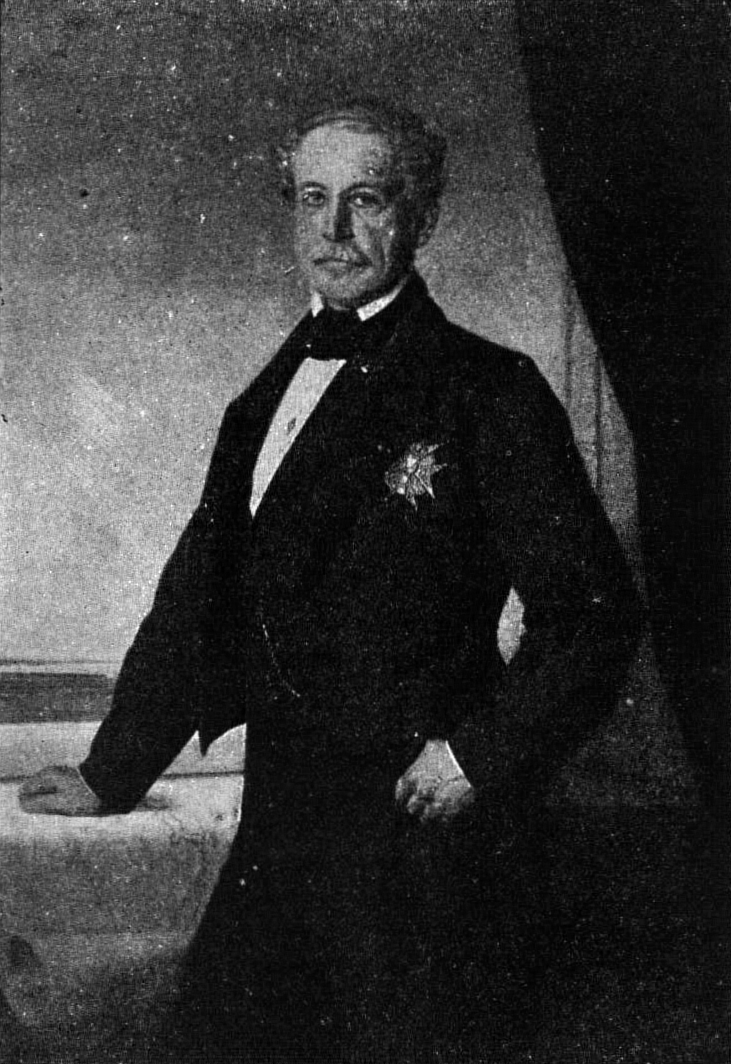
Nils Ericson (1802–1870)

- Ericson, Rolf (1922–1997), schwedischer Jazztrompeter
- Ericson, Rune (1924–2015), schwedischer Kameramann, Erfinder, Schnittmeister und Dokumentarfilmregisseur
- Ericson, Stig (1929–1986), schwedischer Kinderbuchautor und Musiker
- Ericsson, Bertil (1908–2002), schwedischer Fußballspieler
- Ericsson, Christian (* 1973), schwedischer Handballspieler
- Ericsson, Daniel (* 1987), schwedischer Skirennläufer
- Ericsson, Elof (1887–1961), schwedischer Politiker, Mitglied des Riksdag
- Ericsson, Filip (1882–1951), schwedischer Segler
- Ericsson, Fredrik (1975–2010), schwedischer Bergsteiger und Extremskifahrer
- Ericsson, Fredrik (* 1978), schwedischer Radrennfahrer
- Ericsson, Gideon (1871–1936), schwedischer Sportschütze
- Ericsson, Hans-Ola (* 1958), schwedischer Organist und Komponist
- Ericsson, Hilda (1860–1941), schwedische Unternehmerin, beteiligt an der Gründung der Firma Ericsson
- Ericsson, Ingela (* 1968), schwedische Kanutin
- Ericsson, Ingolf (* 1951), schwedischer Archäologe, Professor für Archäologie des Mittelalters
- Ericsson, Ingvar (1914–1995), schwedischer Radrennfahrer
- Ericsson, Ingvar (1927–2020), schwedischer Mittelstreckenläufer
- Ericsson, Jimmie (* 1980), schwedischer Eishockeyspieler
- Ericsson, John (1803–1889), schwedischer Ingenieur
- Ericsson, Jonathan (* 1984), schwedischer Eishockeyspieler
- Ericsson, Karolina (* 1973), schwedische Badmintonspielerin
- Ericsson, Kjersti (* 1944), norwegische Psychologin, Kriminologin und Schriftstellerin
- Ericsson, Lars Magnus (1846–1926), schwedischer Erfinder und der Gründer der Firma Ericsson
- Ericsson, Marcus (* 1990), schwedischer AutomobilrennfahrerMarcus Ericsson (* 1990)

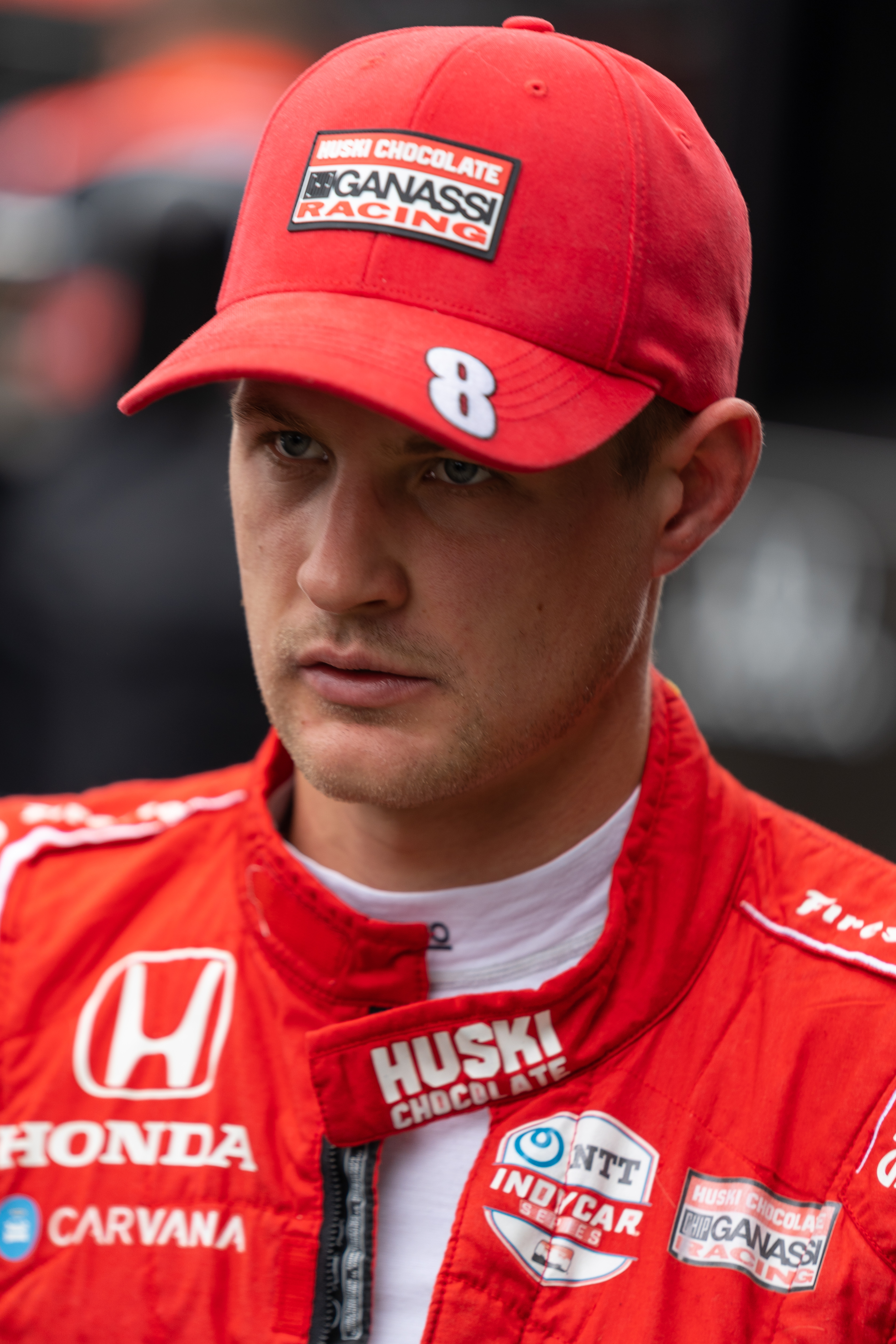
Marcus Ericsson (* 1990)

- Ericsson, Martin (* 1980), schwedischer Fußballspieler
- Ericsson, Olle (1890–1950), schwedischer Sportschütze
- Ericsson, Pär (* 1988), schwedischer Fußballspieler
- Ericsson, Sigvard (1930–2019), schwedischer Eisschnellläufer
- Ericsson, Sture (1898–1945), schwedischer Turner
- Ericsson, Sture, schwedischer Badmintonspieler
- Ericsson-Carey, Linnea (* 1979), dänische Springreiterin
- Ericzon, Ragnar (1926–2010), schwedischer Speerwerfer

### Erif
- Erifopoulos, Christos (* 2000), deutscher Handballspieler

### Erig
- Erigonos, griechischer Maler
- Eriguchi, Masashi (* 1988), japanischer Sprinter
- Eriguel, Eufranio (1959–2018), philippinischer Politiker
- Erigyios († 328 v. Chr.), makedonischer Feldherr Alexanders des Großen

### Erik
- Erik (* 1964), deutscher Comiczeichner und -autor
- Erik (* 1984), amerikanischer Wrestler
- Erik der Rote, Wikinger und LandnehmerErik der Rote

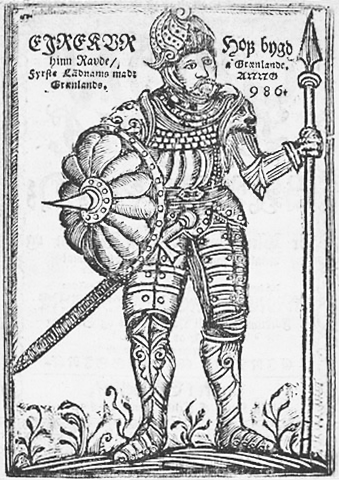
Erik der Rote

- Erik Gustaf von Schweden (1889–1918), schwedischer Prinz, Herzog von Västmanland
- Erik Håkonsson, Jarl von Norwegen
- Erik I. († 954), norwegischer König
- Erik I. († 1103), König von Dänemark (1095–1103)
- Erik II. († 1137), König von Dänemark
- Erik II. (1268–1299), König von Norwegen (1280–1299)
- Erik III. († 1146), König von Dänemark
- Erik IV. (1216–1250), König von Dänemark
- Erik IX., König von Schweden; Schutzheiliger Schwedens
- Erik Magnusson († 1318), schwedischer Herzog
- Erik Puke († 1437), Anführer eines Aufstands in Schweden
- Erik Segersäll, König von Schweden
- Erik V. († 1286), König von Dänemark (1259–1286)
- Erik VI. (1274–1319), dänischer König (1286–1319)
- Erik VII. († 1459), König der Kalmarer Union, Herzog von Pommern-StolpErik VII. († 1459)

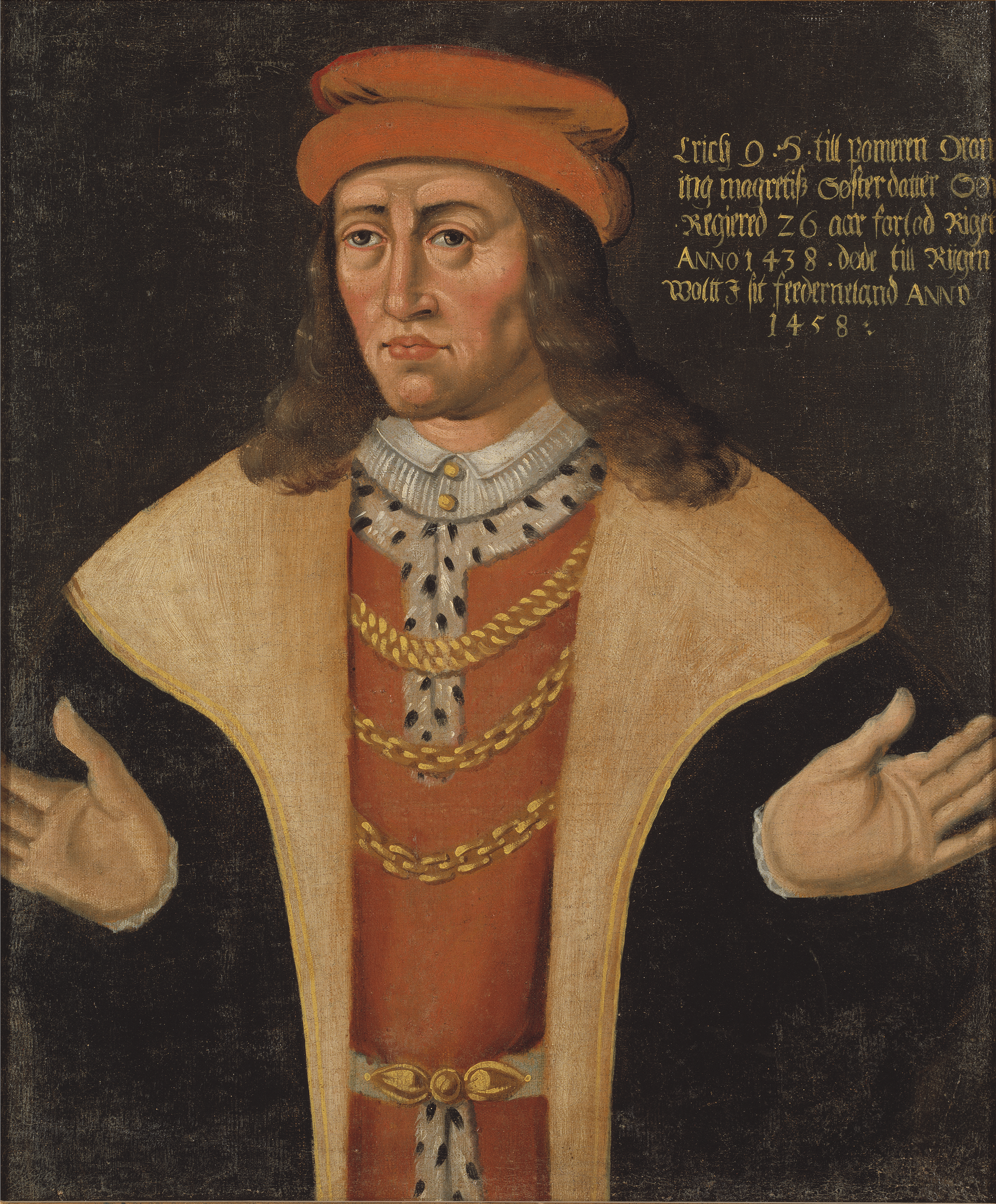
Erik VII. († 1459)

- Erik von Winsen († 1391), Bischof von Przemyśl
- Erik X. (1180–1216), König von Schweden
- Erik XI. (1216–1250), König von Schweden
- Erik XII. (1339–1359), König von Schweden
- Erik XIV. (1533–1577), König von Schweden (1560–1568)
- Erik, Laine (1942–2024), sowjetische Mittelstreckenläuferin
- Erikli, Nese (* 1981), deutsche Politikerin (Bündnis 90/Die Grünen), MdL
- eRikm (* 1970), französischer Künstler und Komponist
- Eriksberg, Folke (1910–1976), schwedischer Jazzmusiker (Gitarre, Banjo)
- Eriksen, André (* 1975), norwegischer Schauspieler
- Eriksen, Andreas Bjelland (* 1992), norwegischer Politiker
- Eriksen, Ann-Cathrin (* 1971), norwegische Handballspielerin
- Eriksen, Beate (* 1960), norwegische Schauspielerin und Regisseurin
- Eriksen, Birger (1875–1958), norwegischer Offizier (Oberst)
- Eriksen, Christian (* 1992), dänischer FußballspielerChristian Eriksen (* 1992)

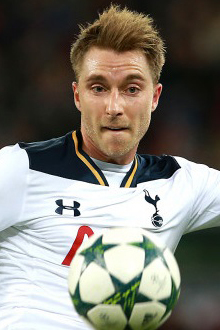
Christian Eriksen (* 1992)

- Eriksen, Edel Hætta (1921–2023), norwegisch-samische Pädagogin und Kulturpolitikerin
- Eriksen, Edvard (1876–1959), dänischer Bildhauer
- Eriksen, Endre Lund (* 1977), norwegischer Schriftsteller
- Eriksen, Erich (1882–1961), deutscher Regisseur, Produzent und Drehbuchautor von Stummfilmen
- Eriksen, Erik (1902–1972), dänischer Politiker (Venstre), Mitglied des Folketing
- Eriksen, Hanne (* 1960), dänische Ruderin
- Eriksen, Ingvald (1884–1961), dänischer Turner
- Eriksen, Ivar (* 1942), norwegischer Eisschnellläufer
- Eriksen, Jenny Axisa (* 2005), norwegisch-maltesische Skilangläuferin
- Eriksen, Jens (* 1969), dänischer Badmintonspieler
- Eriksen, Jens Juul (1926–2004), dänischer Radrennfahrer
- Eriksen, John (1957–2002), dänischer Fußballspieler
- Eriksen, Josefine Tomine (* 2000), norwegische Leichtathletin
- Eriksen, Kaj-Erik (* 1979), kanadisch-US-amerikanischer Schauspieler
- Eriksen, Kim (* 1964), dänischer Radrennfahrer
- Eriksen, Lars Erik (* 1954), norwegischer Skilangläufer
- Eriksen, Lotte (* 1987), norwegische Squashspielerin
- Eriksen, Marius (1886–1950), norwegischer Turner
- Eriksen, Nils (1911–1975), norwegischer Fußballspieler
- Eriksen, Odd (1955–2023), norwegischer Politiker (Arbeiterpartei (Ap)), Mitglied des Storting
- Eriksen, Sander Vossan (* 2000), norwegischer Skispringer
- Eriksen, Stein (1927–2015), norwegisch-amerikanischer Skifahrer
- Eriksen, Stig-Are (* 1970), norwegischer Biathlet
- Eriksen, Thomas Hylland (1962–2024), norwegischer Sozialanthropologe und Hochschullehrer
- Eriksen, Tim (* 1966), US-amerikanischer Musiker und Musikwissenschaftler
- Eriksen, Torun (* 1977), norwegische Jazzsängerin
- Eriksmoen, Mari (* 1983), norwegische Opernsängerin (Sopran)
- Erikson, Caroline (* 1988), deutsche Schauspielerin
- Erikson, Elisabeth (* 1947), schwedische Opernsängerin (Sopran)
- Erikson, Erik H. (1902–1994), deutsch-amerikanischer Psychologe und PsychoanalytikerErik H. Erikson (1902–1994)

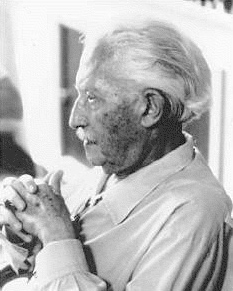
Erik H. Erikson (1902–1994)

- Erikson, Gustaf (1872–1947), finnischer Großreeder
- Erikson, Hanna (* 1990), schwedische Skilangläuferin
- Erikson, Joan (1903–1997), kanadisch-amerikanische Erzieherin
- Erikson, Kai Theodor (* 1931), US-amerikanischer Soziologe
- Erikson, Raymond L. (1936–2020), US-amerikanischer Molekularbiologe
- Erikson, Steven (* 1959), kanadischer AutorSteven Erikson (* 1959)

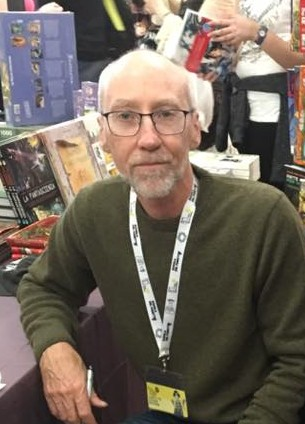
Steven Erikson (* 1959)

- Eriksrud, Simone (* 1970), deutsch-norwegische Sängerin, Songwriterin, Komponistin und Musikerin
- Eriksson Ek, Joel (* 1997), schwedischer Eishockeyspieler
- Eriksson, Agneta (* 1965), schwedische Schwimmerin
- Eriksson, Allan (1894–1963), schwedischer Diskuswerfer
- Eriksson, Amalia (1824–1923), schwedische Unternehmerin
- Eriksson, Anders (* 1975), schwedischer Eishockeyspieler und -trainer
- Eriksson, Anna (* 1977), finnische Schlagersängerin
- Eriksson, Anna-Lisa (1928–2012), schwedische Skilangläuferin
- Eriksson, Arne (1916–1983), finnischer Fußballschiedsrichter
- Eriksson, Axel (1903–1960), schwedischer Langstreckenläufer
- Eriksson, Axel Wilhelm (1846–1901), schwedischer Ornithologe, Großwildjäger und Händler
- Eriksson, Bengt (1931–2014), schwedischer Nordischer Kombinierer und Skispringer
- Eriksson, Carl-Erik (1930–2023), schwedischer Bobpilot
- Eriksson, Carljohan (* 1995), finnischer Fußballspieler
- Eriksson, Charlotta (1794–1862), schwedische Schauspielerin
- Eriksson, Christofer (* 1989), schwedischer Biathlet
- Eriksson, Claes (* 1958), schwedischer Fußballtrainer und -funktionär
- Eriksson, Dan-Ola (* 1963), schwedischer Curler
- Eriksson, Daniel R. (* 1975), schwedischer Badmintonspieler
- Eriksson, Erik (1879–1940), schwedischer Schwimmer
- Eriksson, Erik (1897–1975), finnischer Hammerwerfer
- Eriksson, Erik (1937–2021), schwedischer Journalist und Schriftsteller
- Eriksson, Eva (* 1949), schwedische Buchillustratorin und Autorin von Kinderbüchern
- Eriksson, Evelina (* 1996), schwedische Handballspielerin
- Eriksson, Fredrik (* 1983), schwedischer Eishockeyspieler
- Eriksson, Gösta (1931–2024), schwedischer Ruderer
- Eriksson, Gunnar (1921–1982), schwedischer Skilangläufer
- Eriksson, Gustav (* 1991), schwedischer Skilangläufer
- Eriksson, Håkan (* 1956), schwedischer Eishockeyspieler
- Eriksson, Hans (1932–1971), schwedischer Eishockeyspieler
- Eriksson, Harald (1921–2015), schwedischer Skilangläufer
- Eriksson, Henrik (* 1974), schwedischer Skilangläufer
- Eriksson, Henrik (* 1988), schwedischer Eishockeyspieler
- Eriksson, Henry (1920–2000), schwedischer Mittelstreckenläufer
- Eriksson, Holmfried, schwedischer Radrennfahrer
- Eriksson, Inger (* 1942), schwedische Eisschnellläuferin
- Eriksson, Ivar (1909–1997), schwedischer Fußballspieler
- Eriksson, Jacob (* 1999), schwedischer Radrennfahrer
- Eriksson, Jan (* 1958), schwedischer Eishockeyspieler
- Eriksson, Jan (* 1967), schwedischer Fußballspieler
- Eriksson, Jens (* 1987), schwedischer Skilangläufer
- Eriksson, Jerker (* 1974), schwedischer Romanautor
- Eriksson, Jimmy (* 1991), schwedischer Automobilrennfahrer
- Eriksson, Joakim (* 1976), schwedischer Eishockeyspieler
- Eriksson, Joel (* 1984), schwedischer Eisschnellläufer
- Eriksson, Joel (* 1998), schwedischer Automobilrennfahrer
- Eriksson, Johan (* 1973), schwedischer Schachspieler
- Eriksson, Johan (* 1985), schwedischer Skispringer
- Eriksson, John (1929–2020), schwedischer Fußballspieler
- Eriksson, Jonas (* 1969), schwedischer Eishockeyspieler
- Eriksson, Jonas (* 1970), schwedischer Biathlet
- Eriksson, Jonas (* 1974), schwedischer FIFA-Fußballschiedsrichter
- Eriksson, Jonas (* 1997), schwedischer Skilangläufer
- Eriksson, Jörgen (* 1971), schwedischer Eishockeyspieler
- Eriksson, Karel (* 1988), schwedischer Jazzmusiker (Posaune, Komposition)
- Eriksson, Kenneth (* 1956), schwedischer Rallyefahrer
- Eriksson, Kjell (* 1953), schwedischer Autor, Politiker und Gärtner
- Eriksson, Lars (* 1965), schwedischer Fußballtorhüter
- Eriksson, Lars-Börje (* 1966), schwedischer Skirennläufer
- Eriksson, Leif (* 1942), schwedischer Fußball- und Bandyspieler
- Eriksson, Lena (* 1971), Schweizer Künstlerin
- Eriksson, Lester (1942–2021), schwedischer Schwimmer
- Eriksson, Liss (1919–2000), schwedischer Bildhauer
- Eriksson, Loui (* 1985), schwedischer Eishockeyspieler
- Eriksson, Louise (* 1991), schwedische Badmintonspielerin
- Eriksson, Lucas (* 1996), schwedischer Radrennfahrer
- Eriksson, Magdalena (* 1993), schwedische FußballspielerinMagdalena Eriksson (* 1993)

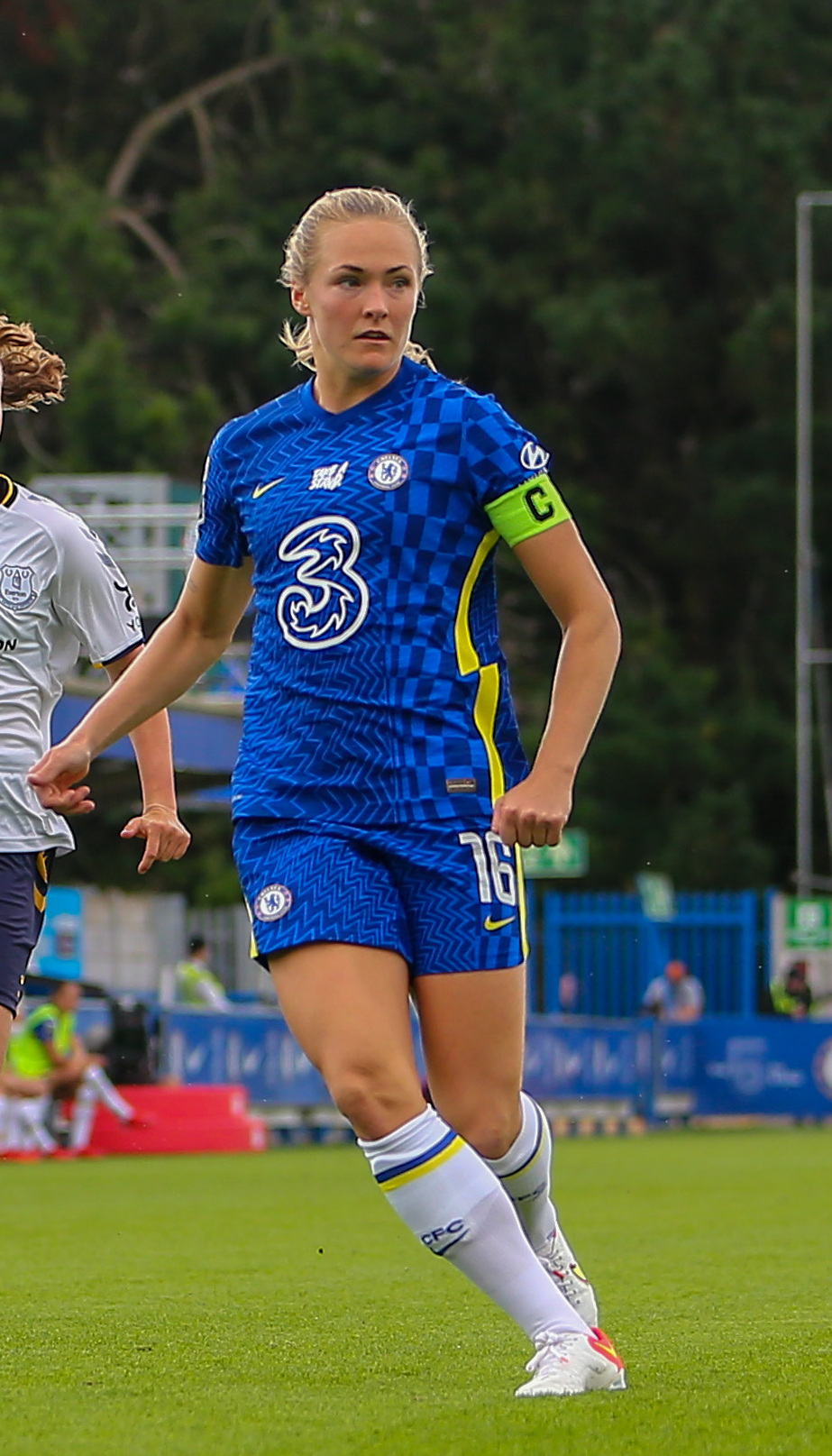
Magdalena Eriksson (* 1993)

- Eriksson, Magnus (* 1973), schwedischer Eishockeytorwart und -trainer
- Eriksson, Magnus (* 1990), schwedischer Fußballspieler
- Eriksson, Marcus (* 1990), luxemburgischer Eishockeyspieler
- Eriksson, Marcus (* 1993), schwedischer Basketballspieler
- Eriksson, Markus (* 1989), schwedischer Tennisspieler
- Eriksson, Mauritz (1888–1947), schwedischer Sportschütze
- Eriksson, Mia (* 1987), schwedische Skilangläuferin
- Eriksson, Niklas (* 1969), schwedischer Eishockeyspieler
- Eriksson, Olof (1911–1987), finnischer Heraldiker
- Eriksson, Oscar (1889–1958), schwedischer Sportschütze
- Eriksson, Oskar (* 1991), schwedischer Curler
- Eriksson, Ove Erik (* 1935), schwedischer Mykologe
- Eriksson, Per Axel (1925–2016), schwedischer Zehnkämpfer
- Eriksson, Peter (* 1958), schwedischer Politiker (Miljöpartiet), Mitglied des Riksdag, MdEP, Minister
- Eriksson, Peter (* 1965), schwedischer Eishockeyspieler
- Eriksson, Philip, kanadischer Biathlet
- Eriksson, Robert (* 1974), norwegischer Politiker
- Eriksson, Roland (* 1954), schwedischer Eishockeyspieler
- Eriksson, Sabina (* 1967), schwedische Mörderin
- Eriksson, Sandra (* 1989), finnische Mittelstreckenläuferin
- Eriksson, Sara (* 1974), schwedische Ringerin
- Eriksson, Sara (* 1981), schwedische Handballspielerin
- Eriksson, Sebastian (* 1989), schwedischer Fußballspieler
- Eriksson, Sofia (* 1979), schwedische Fußballspielerin und Nationalspielerin
- Eriksson, Stefan (* 1963), schwedischer Tennisspieler
- Eriksson, Sten (* 1935), schwedischer Biathlet
- Eriksson, Sune (* 1939), finnischer Politiker, Chefminister von Åland
- Eriksson, Sven-Göran (1948–2024), schwedischer FußballtrainerSven-Göran Eriksson (1948–2024)

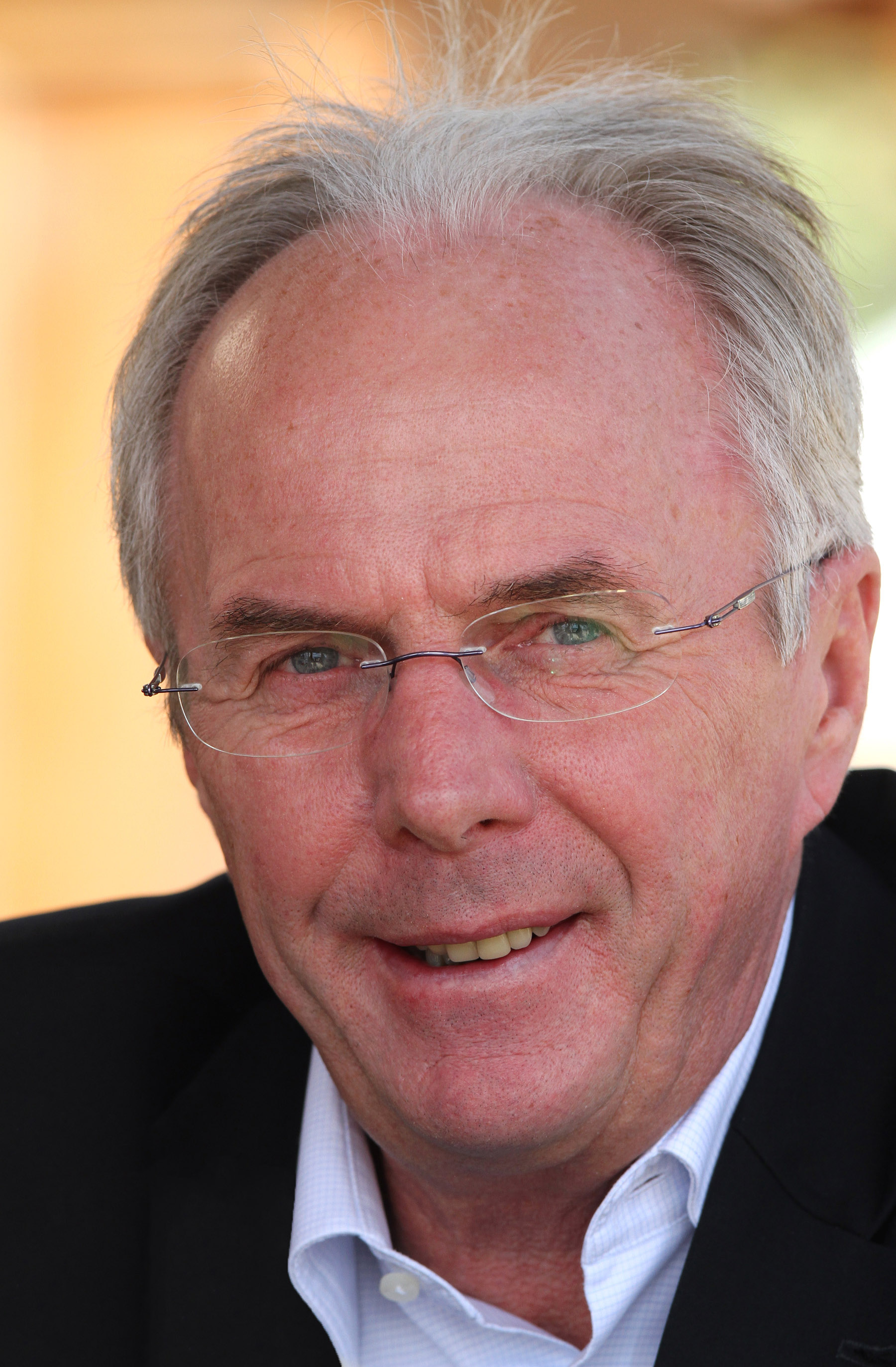
Sven-Göran Eriksson (1948–2024)

- Eriksson, Thomas (* 1957), schwedischer Radrennfahrer
- Eriksson, Thomas (* 1959), schwedischer Eishockeyspieler
- Eriksson, Thomas (* 1959), schwedischer Skilangläufer
- Eriksson, Thomas (* 1963), schwedischer Hoch-, Drei- und Weitspringer
- Eriksson, Tomy, schwedischer Poolbillardspieler
- Eriksson, Torbjörn (* 1971), schwedischer Sprinter
- Eriksson, Tore (1937–2017), schwedischer Biathlet
- Eriksson, Ture (1919–1965), schwedischer Schriftsteller
- Eriksson, Ulf (* 1942), schwedischer Fußballschiedsrichter
- Eriksson, Ulf (* 1958), schwedischer Schriftsteller
- Eriksson, Ulf (* 1958), schwedischer Fußballspieler
- Eriksson, Ursula (* 1967), schwedische Zwillingsschwester von Sabrina Eriksson, Mörderin von Glenn Hollinshead aus Fenton
- Eriksson, Veronica (* 1971), schwedische Leichtathletin
- Eriksson, Viveka (* 1956), finnische Politikerin (Liberalerna på Åland)
- Eriksson-Elfsberg, Oscar (* 1993), schwedischer Unihockeyspieler
- Erikstrup, Dane (* 2003), dänisch-US-amerikanischer Basketballspieler

### Eril
- Erillos, griechischer Maler

### Erim
- Erim, Nihat (1912–1980), türkischer Ministerpräsident
- Erim, Yesim (* 1960), deutsche Psychoanalytikerin und Hochschullehrerin

### Erin
- Erin, Tami (* 1974), US-amerikanische Schauspielerin und Model
- Erincin, Pinar (* 1983), deutsch-türkische Schauspielerin
- Erincin, Vedat (* 1957), türkisch-deutscher Schauspieler und TheaterregisseurVedat Erincin (* 1957)

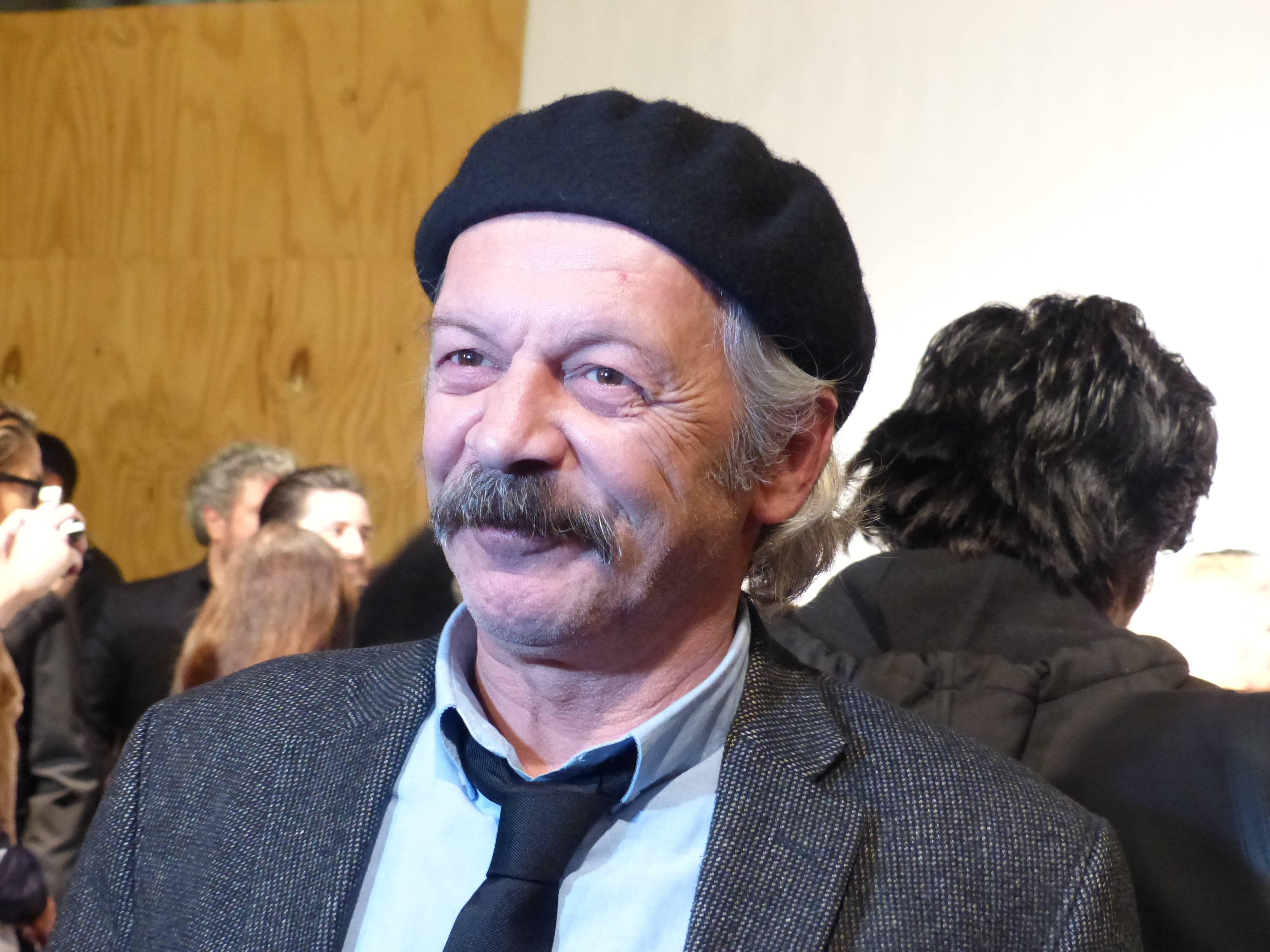
Vedat Erincin (* 1957)

- Ering, Christoph (1491–1554), Prediger
- Eringen, Ahmed Cemal (1921–2009), türkisch-US-amerikanischer Ingenieurwissenschaftler
- Eringer, Sepp (1873–1931), deutscher Schauspieler, Volkssänger
- Erinle, Folu (* 1940), nigerianischer Hürdenläufer und Sprinter
- Erinna, griechische Dichterin der Antike

### Eriq
- Eriquezzo, Ryan (* 1984), US-amerikanischer Pokerspieler

### Eris
- Eris, Burak (* 1989), liechtensteinischer Fussballspieler
- Eriş, Ceyhun (* 1977), türkischer Fußballspieler
- Eriş, Levent (* 1962), türkischer Fußballspieler und -trainer
- Eriş, Tolga (* 1972), türkischer Fußballspieler
- Erismann, Fred (1891–1979), Schweizer Theater-, Portrait- und Kulturfotograf
- Erismann, Friedrich (1842–1915), Schweizer Ophthalmologe und Hygieniker
- Erismann, Max Alphonse (1847–1923), Schweizer Politiker (FDP)
- Erismann, Theodor H. (1921–2002), Schweizer Maschinenbauingenieur und Hochschullehrer
- Erismann, Theodor Paul (1883–1961), schweizerisch-österreichischer Psychologe
- Eristawi, Meri (1888–1986), georgische und russische Prinzessin
- Eristawi-Choschtaria, Anastassia (1868–1951), georgische Schriftstellerin und Frauenrechtlerin
- Eristheneia, Tochter des Königs von Orchomenos in Arkadien
- Erišti-Aja, Prinzessin von Mari; Šamaš-Nadītum
- Ērišum I., altassyrischer König
- Erišum III., 56. assyrischer König

### Erit
- Eritha, mykenische Priesterin
- Eritsland, Rita (* 1985), norwegische Beachvolleyballspielerin

### Eriu
- Eriulf († 391), Anführer rebellierender Visigoten an der unteren Donau
- Erius, Jeff (* 2004), französischer Sprinter

### Eriv
- Erivani, Mirza Kadim (1825–1875), aserbaidschanischer Maler
- Erivo, Cynthia (* 1987), britische Schauspielerin und SängerinCynthia Erivo (* 1987)

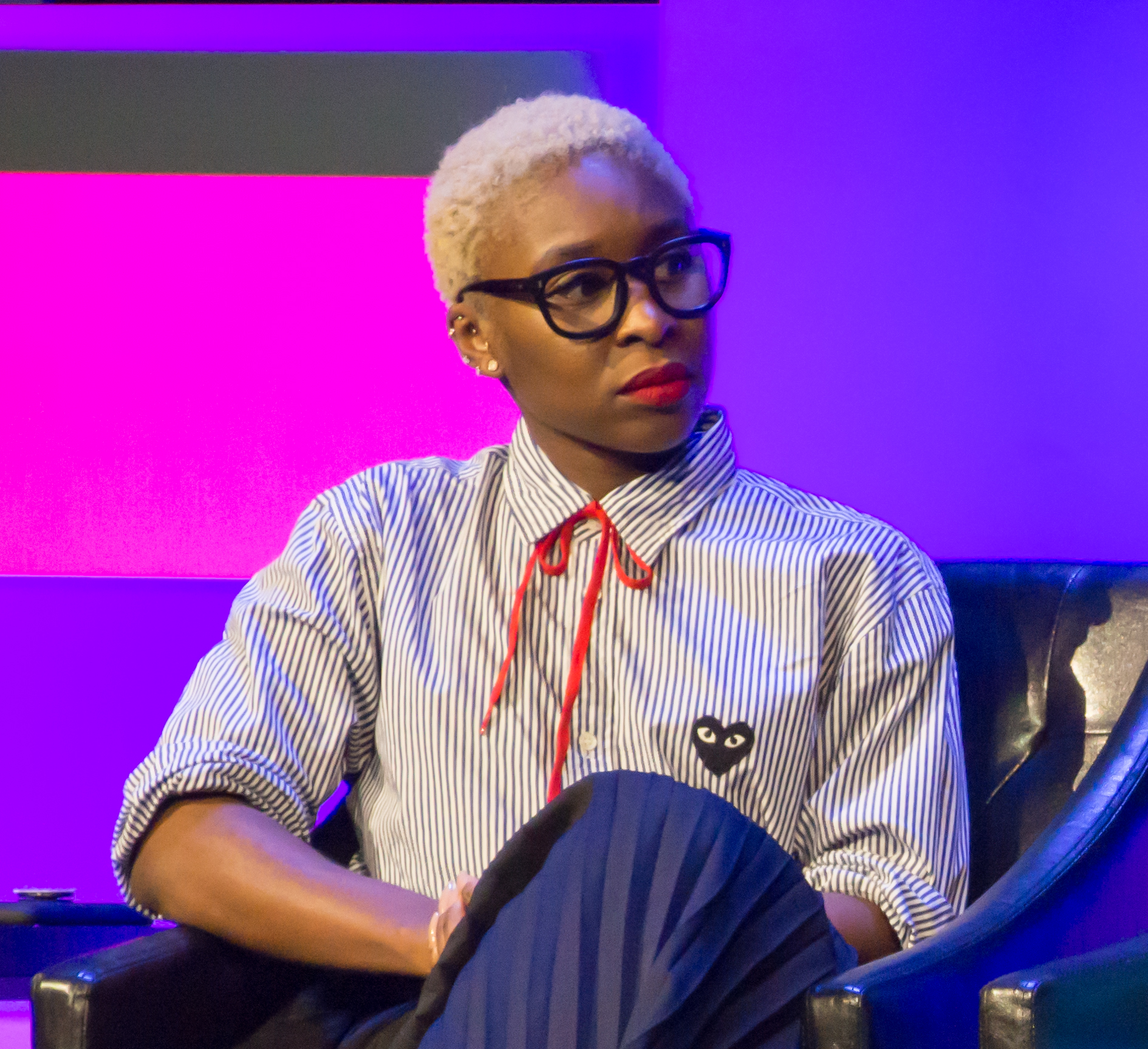
Cynthia Erivo (* 1987)

### Erix
- Erixon, Jan (* 1962), schwedischer Eishockeyspieler und -trainer
- Erixon, Mats (* 1958), schwedischer Leichtathlet
- Erixon, Sebastian (* 1989), schwedischer Eishockeyspieler
- Erixon, Sigurd (1888–1968), schwedischer Volkskundler und Kulturhistoriker
- Erixon, Tim (* 1991), schwedischer Eishockeyspieler

### Eriz
- Erizzo von Vallombrosa († 1084), vierter Generalabt der Vallombrosaner
- Erizzo, Francesco (1566–1646), Doge von Venedig